# 三尖瓣
三尖瓣（tricuspid valve）又稱右房室瓣（right atrioventricular valve），是哺乳动物心脏内由三个锥形尖瓣组成的阀门，位于右心房和右心室之间。三尖瓣的三片瓣膜附于右房室口周缘，借腱索连于右室壁乳头肌，主要作用是阻止右心室的血液逆流回右房，即只允许从右心房到右心室的单向血流。

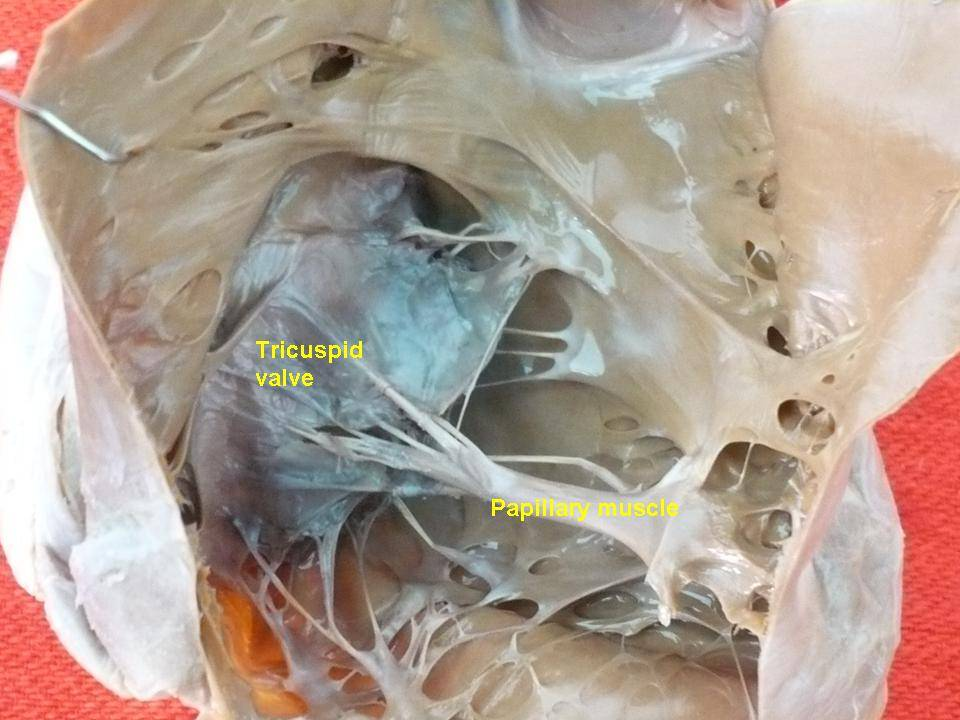
三尖瓣与乳头肌的解剖标本

## 功能
三尖瓣作為單向瓣膜，功能是在舒張期時允許血液從右心房流向右心室，並在右心室收縮（心收縮期期間）時關閉，以防止血液從右心室回流（逆流）到右心房。它在心室舒張期間打開，允許血液從右心房流入右心室。血液回流也稱三尖瓣逆流。 三尖瓣逆流可導致心室前負荷增加，因為回流回心房的血液增加了在下一個心室舒張週期中必須泵回心室的血液量。 長時間內右心室前負荷增加可能會導致右心室擴大（擴張），如果不及時糾正，可能會發展為右心衰竭。

## 外部連結
- Anatomy figure: 20:07-04 at Human Anatomy Online, SUNY Downstate Medical Center
- Photo of model at Waynesburg College circulation/tricuspidvalve04
- Cardiac Valve Animations - Perioperative Interactive Education Group（页面存档备份，存于） - Cardiac Valve Animations

1. ↑  Reynertson, Sandra I.; Kundur, Ramesh; Mullen, G. Martin; Costanzo, Maria Rosa; McKiernan, Thomas L.; Louie, Eric K. . Circulation. 1999-08-03, 100 (5): 465–467  [2024-05-05]. ISSN 0009-7322. PMID 10430758. doi:10.1161/01.CIR.100.5.465 . （原始内容存档于2018-06-08） （英语）.
2. ↑  . Mayo Clinic.   [2018-03-30]. （原始内容存档于2021-11-28） （英语）.